# Street Angel (album)
Street Angel è il quinto album discografico in studio da solista della cantante statunitense Stevie Nicks, già vocalist dei Fleetwood Mac. Il disco è uscito nel 1994.

## Tracce
1. Blue Denim – 4:22 (Nicks/Mike Campbell)
2. Greta – 4:18 (Nicks/Campbell)
3. Street Angel – 4:09 (Nicks)
4. Docklands – 4:47 (Trevor Horn/Betsy Cook)
5. Listen to the Rain – 4:33 (Nicks/Monroe Jones/Scott Crago)
6. Destiny – 5:00 (Nicks)
7. Unconditional Love – 3:20 (Sandy Stewart/Dave Mundy)
8. Love Is Like a River – 4:44 (Nicks)
9. Rose Garden – 4:28 (Nicks)
10. Maybe Love Will Change Your Mind – 4:18 (Rick Nowels/Stewart)
11. Just Like a Woman – 3:50 (Bob Dylan)
12. Kick It – 4:25 (Nicks/Campbell)
13. Jane – 4:59 (Nicks/Joel Derouin)